# Arthur K. Miller
Arthur Keith Miller (* 27. September 1902 in Kahoka, Missouri; † 31. Januar 1963) war ein US-amerikanischer Paläontologe.
Er war Experte für Cephalopoden des Paläozoikums in Nordamerika und Professor an der University of Iowa. Während der Zeit des Zweiten Weltkrieges unterrichtete er mit Arthur C. Trowbridge Geologie.
1958 war er Präsident der Paleontological Society.

## Schriften
- mit Carl O. Dunbar; G. E. Condra: The nautiloid cephalopods of the Pennsylvanian system in the mid-continent region. Lincoln, Nebraska 1933
- Devonian ammonoids of America. Geological Society of America Special Papers 14, 1938
- mit Edward Martin Kindle: Bibliographic index of North American Devonian Cephalopoda. Geological Society of America Special Papers 23, 1939
- Nautiloids and ammonoids. 1940
- Tertiary nautiloids of the Americas. Baltimore, Md., Waverly Press, Inc, In: Geological Society of America Memoir 23, 1947
- mit Walter Lewellyn Youngquist: American Permian Nautiloids. Geological Society of America Memoir 41, 1949
- mit Walter Youngquist; Charles Collinson: Ordovician Cephalopod Fauna of Baffin Island. New York Geological Society of America 1954
- mit Lee B. Carpenter: Cretaceous and tertiary nautiliods from Angola. Lissabon 1955. Series: Estudos, ensaios e documentos.